# Jungfreisinnige Kanton Baselland
Die Jungfreisinnigen Baselland (JFBL) bilden die Baselbieter Sektion der Jungfreisinnigen Schweiz.
| Jungfreisinnige Baselland | Jungfreisinnige Baselland |
| ------------------------- | ------------------------- |
| Gründungsdatum:           | 1905                      |
| Ideologie:                | Liberalismus              |
| Präsident:                | Cyril Bleisch             |
| Fraktion:                 | FDP.Die Liberalen         |
| Webseite:                 | www.jfbl.ch               |

## Positionierung
Die Jungfreisinnigen Baselland setzen sich für liberale Werte ein. So positionieren sie sich für die Selbstbestimmung der Individuen, wobei diese immer mit Verantwortung einhergeht. Beispielsweise engagierten sich die Jungfreisinnigen Baselland im Sommer 2021 für die Annahme der "Ehe für alle". Ein grosses Anliegen der Jungfreisinnigen sind sichere Renten für die junge Generation. Die Baselbieter Sektion hat einen wichtigen Beitrag zum Zustandekommen der “Renteninitiative” der Jungfreisinnigen Schweiz geleistet. Diese Initiative sah vor, das Rentenalter von Mann und Frau zunächst auf 66 Jahre zu erhöhen und danach an die Lebenserwartung (mit Faktor 0.8) zu koppeln. 
Die Jungfreisinnigen Baselland gestalten ausserdem die Politik in ihrem Kanton aktiv mit. Durch Petitionen stossen sie Debatten an. Z.B. soll die Petition Podcast-Pflicht an der Universität Basel und FHNW die Vereinbarkeit von Beruf und Studium ermöglichen. Mit über 400 Unterschriften wurde die Petition an den Regierungsrat übermittelt. Als politisches Grossprojekt lancierten die Jungfreisinnigen Baselland 2024 die "Kostensenkungs-Initiative". Diese Initiative sieht vor den Finanzhaushalt des Kanton Basel-Landschaft zu stabilisieren, indem der Personalbestand der kantonalen Verwaltung an ein Verhältnis von 1:67 koppelt werden soll. Ausserdem haben sie in Zusammenarbeit mit ihrer Mutterpartei, der FDP Baselland, verschiedene Vorstösse im Landrat eingereicht. Gemeinsam forderten sie beispielsweise die Überarbeitung und Modernisierung der Steuererklärung sowie die Einführung eines E-Collecting-Systems.

## Organisation
Die Jungpartei wird seit Januar 2024 von Cyril Bleisch aus Arlesheim präsidiert. Weiter besteht die Parteileitung aus einem Vizepräsidenten und einem fünfköpfigen Vorstand. Dieser wird an der Generalversammlung durch die Mitglieder gewählt. Alle drei Monate finden Mitgliederversammlungen statt, bei welchen die Parolen für die kantonalen und nationalen Abstimmungen gefasst werden.
Die Jungpartei stellt zudem Delegierte an der Delegiertenversammlung der Mutterpartei und ihr Präsident ist Parteileitungsmitglied der kantonalen Mutterpartei. Ferner pflegen die Baselbieter Jungfreisinnigen einen Austausch sowohl mit anderen jungfreisinnigen Sektionen, beispielsweise beim alljährlichen Kongress der Jungfreisinnigen Schweiz, als auch mit dem jungliberalen Pendant aus Deutschland, den Julis.